# Меровинги
Меровингите са първата франкска кралска династия, управлявали често променяща се територия, включваща части от днешните Франция, Нидерландия и Германия в периода от 481 до 751 г. Наричани от съвременниците си и „дългокосите крале“ – дългата коса „Мунд“ е символ на магическа сила в древногерманските вярвания.

## Основатели (426 – 481)
Родът заема особено място през 5-ти век сред франкските племена, населяващи територии в Северозападна Европа. Негови представители тогава ръководят племената на салическите и рипуарските франки, а в преданията за тях са вплетени множество митологични елементи. един от първите вероятни членове на рода, забелязан от късноримските историци, е Клодион († 448), който предвожда салическите франки по време на нашествието им в Галия (ок. 425 – 433), отблъснато от пълководеца Аеций. Династия получава името си от полулегендарния крал на салическите франки Меровех (понякога латинизирано като Меровей или Меровий), управлявал в периода 447 – 457, малкото сведения за когото сочат участието му на римска страна в битката на Каталаунските полета (451) срещу хунския вожд Атила. Негов син е Хилдерих I (457 – 481), извоювал победи срещу вестготите, саксите и алеманите. историкът Григорий, епископ на Тур, споменава за трудностите му около запазването на властта, вследствие на които той е принуден да търси убежище при тюрингите, но е възстановен на трона през 463 г.

## Хлодвиг I
Съпругата на [[Хилдерих I], Базина († преди 466) ражда неговия наследник Хлодвиг I (466 – 511), най-забележителния представител на династията и основател на Франкската държава. Когато Хлодвик поема властта, салическите франки все още обитават земи в днешна Белгия, в района на днешните градове Камбре и Турне. Въпреки, че заема престола твърде млад, едва петнадесетгодишен, кралят започва още в началото на управлението си енергични действия срещу последния представител на римската власт в Галия – Сиагрий. През 486 г. Сиагрий е разгромен, а салическите франки завземат цялата северна част на провинцията северно от река Лоара. Макар да са все още езичници, франките съумяват да си спечелят бързо симпатиите на покорените от тях гало-римляни, особено след като Хлодвиг взема за съпруга християнката Клотилда, племенница на бургундския крал Гундобад и проявява толерантност към влиятелните местни епископи. Подтикнат от прелатите, както и от кралицата, около 496 г. той приема християнството в Реймс. С този акт Хлодвиг I става първият варварски владетел в Западна Европа, покровителстван от църквата за разлика от останалите германски крале ариани. През 507 г. той разгромява войските на вестготския крал Аларих II, загинал в сражението и разпростира властта си над цяла Южна Галия (Аквитания). Важна за укрепването на неговия авторитет е и подкрепата, оказана му от византийския император Анастасий I, който го провъзгласява за консул и патриций.

## Първо разделяне на Франкската държава (511 – 561)
Смъртта на Хлодвиг I през 511 г. води до разделянето на обширното кралство между четиримата му синове, както налага древногерманското наследствено право. Първородният от тях Теодорих I (ок. 486 – 533/534), е провъзгласен за крал на Реймс (511 – 534), вторият, Хлодомер (496 – 524), управлява Орлеан (511 – 524), третият, Хилдеберт I (ок. 495 – 558), получава Североизточна Галия с център Париж (511 – 558), а четвъртият, Хлотар I (ок. 497 – 561) – в Соасон (511 – 561).
Теодорих I, който владее земи, населени с племена на рипуарските франки, води победоносни войни с германските племена сакси и тюринги, но невинаги е склонен да съгласува действията си със своите братя. Съпругата му Суавегота, дъщеря на бургундския крал Сигизмунд, майка на неговия наследник Теодеберт I (534 – 548), който продължава войнствената политика на баща си. След като разгромява заедно с чичовците си Бургундия (534), той присъединява част от тази страна към своите владения. организира походи в Италия, където по това време войските на византийския император Юстиниан I са в конфликт с остготите (539). Негова законна съпруга е Визигарда, дъщеря на лангобардския крал Вахо. Баща е на крал Теодебалд (548 – 555), който управлява в столицата Мец. Новият владетел слага край на успешната външна политика на своите предци. Теодебалд няма деца от съпругата си Валдерада (530 – 570), дъщеря на лангобардския крал Вахо и след смъртта му неговите земи преминават под властта на Хлотар I.
Вторият син на Хлодвиг I, Хлодомер, участва заедно с братята си в походите срещу Бургундия, където пленява и убива крал Сигизмунд (524). Сам загива, след като бива заловен от новия бургундски крал Годомар II. От съпругата си Гунтека (495 – 532) има трима малолетни синове – Теодовалд († ок. 530), Гунтар († ок. 530) и Клодоалд († ок. 560), които трябва да наследят кралството му. Грижата за възпитанието им поема тяхната баба, вдовицата на Хлодвиг I, Клотилда, но въпреки съпротивата ѝ Теодовалд и Гунтар са убити от чичовците си Хилдеберт I и Хлотар I, които си поделят тяхното наследство (ок. 530). Третият син на Хлодомер, Клодоалд, успява да се спаси, но се отказва от всякакви претенции за властта и прекарва живота си в околностите на Париж. във Франция е известен с името си Сен Клу.
Третият син на Хлодвиг I, Хилдеберт I, успява чрез интриги и престъпления да увеличи значително бащиното си наследство за сметка на кралството на брат си Хлодомер. През 531 г. той организира заедно с брат си Хлотар I успешен поход срещу вестготска Испания, където сестра им Клотилда е малтретирана жестоко от съпруга си, краля арианин Амаларих. След разгрома на бургундите през 534 г. той си разделя с Хлотар I техните земи. Понеже няма деца от съпругата си Ултрогота († сл. 567), Хилдеберт I е наследен от брат си Хлотар I.
Хлотар I, най-малкият от синовете на Хлодвиг I, обединява по този начин разпокъсаните територии на франкското кралство. Той има седем синове (от втората и третата съпруга) от седемте си съпруги и наложници, сред които са: Гунтека (1), вдовица на брат му Хлодомер, Радегундис (5), дъщеря на тюрингския крал Бертахар, Валдерада (7), съпруга на рано починалия му братов внук Теодебалд. Първородният му син Храмн († 560), роден от наложницата Хунсена (2), е подтикнат от чичо си Хилдеберт I да се разбунтува срещу баща си. По заповед на Хлотар той е пленен, убит и изгорен заедно с децата си и жена си Хилда, дъщеря на аквитанския херцог Вилихар.

## Второ разделяне на Франкската държава (561 – 613)
След смъртта на Хлотар I през 561 г. владенията му отново са разделени между четиримата му живи синове (четвърти, пети, шести и седми): Хариберт I, крал на Аквитания и района на Париж (561 – 567); Гунтрам, крал на Бургундия (561 – 592); Хилперих I, крал на Неустрия със столица Соасон (561 – 584) и Сигиберт I, крал на Австразия със столица Мец (561 – 575). Хариберт I провежда мирна политика, но си спечелва неодобрението на църквата поради скандалния си начин на живот и двубрачието си, а дъщеря ме Берта е омъжена в Англия за Етелберт, крал на Кент. Неговото наследство е поделено между по-малките му братя.
Петият син на Хлотар I, Гунтрам, управлява Бургундия (югоизточните предели на държавата), която задълго се утвърждава като самостоятелно кралство. Той оставя име на способен владетел, укрепил местното законодателство и положил значителни усилия за преустановяване на междуособните борби между франкските владетели. Петте му деца, родени от съпругите му Маркатруда († до 577) и Аустрихилда († 580), умират рано и той осиновява племенника си Хилдеберт II, син на Сигиберт I, на когото завещава Бургундия.
Шестият от синовете на Хлотар I, Хилперих I, получава властта над Североизточна Галия, оформила се като самостоятелно кралство под името Неустрия. Твърде образован, той оставя име на поет, но неговото деспотично управление му спечелва враг в лицето на църквата. Хилперих I се жени за Аудовера († 580), но скоро попада под влиянието на нейната прислужница, амбициозната Фредегунда, която му става наложница и го склонява да се разведе през 567 г. Хилперих I сключва втори брак веднага след развода си с принцеса Галсвинта, дъщеря на вестготския крал Атанагилд, без да прекъсва незаконната си връзка. Същата година Галсвинта е убита от Фредегунда, която най-сетне принуждава краля да я вземе за съпруга. Това престъпление предизвиква кървава война с по-малкия брат на Хилперих I, Сигиберт I, чиято съпруга Брунхилда е сестра на убитата Галсвинта. Родила на своя съпруг син на име Хлотар II (584 – 629), Фредегунда започва безпощадна разправа с останалите членове на семейството на Хилперих I. Роденият от Аудовера принц Меровей, оженил се за овдовялата Брунхилда, е убит по разпореждане на своята мащеха през 578 г. Същата участ сполетява и самата Аудовера и останалите ѝ три деца от Хилперих I. След смъртта на краля през 584 г. Фредегунда възцарява на престола на Неустрия сина си Хлотар II и управлява страната от негово име до смъртта си през 597 г., като продължава жестоката си борба с Брунхилда.
Сигиберт I, последният от синовете на Хлотар I, управлява североизточните части на Франкската държава, получили историческото название Австразия. Съперничеството му с неговия брат Хилперих I, зъдълбочено след войната, която е предизвикана от убийството на кралица Галсвинта, има плачевни последици за страната. В тази война Сигиберт има успехи и дори е признат за крал на Неустрия, но е убит през 575 г. от хора на Фредегунда в момента, когато новите му поданици го издигат върху щит, за да узаконят властта му. За крал на Австразия е провъзгласен неговият син от Брунхилда, Хилдеберт II (575 – 595), който наследява и Бургундия след смъртта на бездетния си чичо Гунтрам (592). Умира млад, като оставя на по-големия си син Теодеберт II (595 – 612) кралската власт в Австразия, а на по-малкия, Теодорих II (595 – 613) – короната на Бургундия. Малолетният Теодеберт II е поставен изцяло под опеката на баба си Брунхилда. След като навършва пълнолетие той прави опити да управлява самостоятелно, но Брунхилда вдига срещу него брат му Теодорих II. Теодеберт II е свален и убит заедно със сина си Меровей през 612 г. Теодорих II междувременно нанася редица поражения на краля на Неустрия Хлотар II, отнема му Австразия и възстановява влиянието на Брунхилда. Умира, без да осигури на сина си Сигиберт II († 613) солидно наследство и аристокрацията в неговото кралство, недоволна от стремежа на Брунхилда да наложи силна централна власт, се съюзява с Хлотар II. Пленена, старата кралица е подложена на изтезания и убита жестоко, зъвързана за опашката на побеснял кон през 613 г. Същата съдба, през същата година постига и Сигиберт II, съна на Теодорих II.

## Трето разделяне на Франкската държава (634 – 661)
След смъртта на Брунхилда Хлотар II обединява цялата Франкска държава под своя власт. Тази власт е силно ограничена от претенциите на аристокрацията, която му помага в решителните действия. През 614 г. кралят е принуден да издаде декрет, с който прави значителни отстъпки в полза на благородниците и превръща длъжността на влиятелните вече сановници – майордомите, в наследствена. След смъртта на Хлотар II през 629 г. короната поема по-големият му син Дагоберт I, провъзгласен още приживе на баща си за крал на Австразия (623 – 634) и крал на Неустрия и Бургундия (629 – 639). Новият владетел е последният представител на своята династия, който управлява еднолично земите си. Баща му завещава Аквитания (днешна Югозападна Франция) на по-малкия си син Хариберт II (629 – 631), който умира без да остави наследници. Дагоберт I присъединява и неговите земи към кралството си. изградил здраво управление, избрал за своя столица Париж, владетелят възвръща мощта на Франкската държава и възстановява авторитета ѝ в Западна Европа. Въпреки всички стремежи на австразийската аристокрация към сепаратизъм го принуждават през 634 г. да обяви за крал първородния си син Сигиберт III.
След смъртта на Дагоберт I на франкския трон се възкачва Сигиберт III (639 – 656), но всемогъщият майордом Гримоалд изцяло го измества от управлението. От съпругата си Химнехилда Сигиберт III има дъщеря Билхилда († 675), омъжена за братовчед си, неустрийския крал Хилдерих II и син Дагоберт. След като баща му умира през 656 г., малолетният Дагоберт е отстранен от престолонаследието от майордома Гримоалд и заточен в ирландски манастир. Върнат е от франките и е провъзгласен за крал на Австразия под името Дагоберт II (676 – 679), но загива без да остави наследници, убит от привържениците на Гримоалд.
През 639 г., малко преди да почине, Дагоберт I предизвиква ново разединение на държавата, завещавайки Неустрия на втория си син Хлодвиг II (639 – 656). През 649 г. новият владетел взема за съпруга родената в Англия Батилда, робиня на майордома Ерхиноалд. След смъртта му (656) престола на Австразия, останал свободен след заточаването на престолонаследника Дагоберт II, заема вторият му син Хилдерих II (656 – 675), женен за братовчедка си Билхилда, дъщеря на Сигиберт III. Впоследствие той се намесва в борбите на бургунската аристокрация срещу всемогъщия майордом Еброин, но загива убит от заговорници. Същевременно след смъртта на Хлодвиг II престола в Неустрия наследява първия кралски син Хлотар III (657 – 673). Негови опекуни са майка му Батилда, а след смъртта ѝ – майордомът Еброин, който му осигурява властта над Бургундия. Хлотар III умира без наследници.

## Епоха на т.н. „лениви крале“ и „залез“ на Меровингите (661 – 751)
Майордомът Еброин налага на престола в Нуестрия и Бургундия най-малкия син на Хлодвиг II, Теодорих III (664 – 665). Атакуван от брат си Хилдерих II и предизвиквайки недоволството на местната аристокреция, той е отстранен временно от властта заедно с Еброин, но си връща короната през 675 г. Скоро след това самият майордом застава начело на опозицията срещу него и му противопоставя първородния от синовете му Хлодвиг III. След разрешаването на конфликта Теодорих III отново е лишен от власт в Австразия, този път в полза на братовчед си Дагоберт II (676). През 687 г. Теодорих III най-сетне е признат за единствен владетел на Франкската държава. След смъртта му короната на Австразия получава най-големият му син Хлодвиг III (691 – 694), починал преди да навърши пълнолетие. Наследява го вторият син на Теодорих III, Хилдеберт III (695 – 711), изцяло зависим от майордома Пипин Ерсталски.
В тази епоха на „лениви крале“, изцяло предоставили властта на майордомите, Хилдеберт III е наследен от своя син Дагоберт III (711 – 715), починал едва петнадесетгодишен. Ранната му смърт довежда на престола в Неустрия неговия братовчед Хилперих II (715 – 719), прекарал дълги години в манастир след смъртта на баща си Хилдерих II. Упоритата борба срещу новия владетел повежда майордомът на Австразия Карл Мартел, който възцарява в това кралство един меровингски принц с неизвестен произход, вероятно трети син на Теодорих III – Хлотар IV (716 – 719). След като Хлотар IV умира, Карл Мартел признава Хилперих II за законен владетел на Неустрия и му налага изцяло опеката си. Последните Меровинги носят короната само номинално. През 721 г. покойният Хилперих II е заместен на престола на обединеното франкско кралство от Теодорих IV (721 – 737), син на Дагоберт III. Той умира рано и всемогъщият Карл Мартел управлява няколко години (737 – 743), без да назначава крал. Франките въпреки това продължават да свързват кралската власт със свещения за тях род на Меровингите и за да легитимира положението си, майордомът провъзгласява за крал Хилдерих III (743 – 751), без да му остави никаква възможнос за намеса във властта. През 751 г. новият управител на Франкската държава Пипин Къси, син на Карл Мартел, спечелва на своя страна папа Захарий. Той успява да наложи на франките отстраняването на Хилдерих III от престола, който сам заема, основавайки династията на Каролингите. Последният преставител на Меровингите е оставен жив, но дългата му коса е отрязана и е изпратена в манастир заедно със сина си Теодорих, където завършва живота си през 755 г.

## Владетели на Франкската държава от динаситията на Меровингите
- 420 – 426: Фарамунд
- 426 – 448: Клодион
- 448 – 457: Меровех (Меровей, ок. 411 – ок. 457) – основател
- 457 – 481: Хилдерих I (ок. 440 – 26.12.481), син на Меровех (Меровей)
- 481 – 511: Хлодвиг I (ок. 466 – 27.11.511), син на Хилдерих I

### Първо разделение (511 – 561)
След смъртта на Хлодвиг I четиримата му синове поделят кралството на четири части: Реймс, Париж, Соасон и Орлеан
- - Реймско кралство (Австразия) (511 – 555)
    - 511 – 534: Теодорих I (ок. 486 – 533/534), първи син на Хлодвиг I
    - 534 – 548: Теодеберт I (ок. 504 – 548), син на Теодорих I
    - 548 – 555: Теодебалд (ок. 535 – 555), син на Теодеберт I

През 555 Реймското кралство (Австразия) е присъединено към Соасонско кралство
- - Парижко кралство (511 – 558)
    - 511 – 558: Хилдеберт I (ок. 495 – 558), трети син на Хлодвиг I

През 558 Парижкото кралство е присъединено към Соасонско кралство
- - Орлеанско кралство (511 – 524)
    - 511 – 524: Хлодомер (496 – 25.6.524), втори син на Хлодвиг I

През 524 Орлеанското кралство е присъединено към Соасонско кралство
- - Соасонско кралство (511 – 561)
    - 511 – 561: Хлотар I (ок. 497 – 11.12.561), четвърти син на Хлодвиг I; крал на Орлеан (524 – 561); крал на Реймс (555 – 561); крал на Париж (558 – 261)

През 558 Хлотар I обединява всички кралства на франките

### Второ разделение (561 – 613)
След смъртта на Хлотар I през 561 г. синовете му отново разделят кралството на четири части – Соасон (Неустрия), Париж, Орлеан (Бургундия) и Мец (Австразия)
- - Австразия (561 – 613)
    - 561 – 575: Сигиберт I (ок. 535 – 575), седми син на Хлотар I
    - 575 – 595: Хилдеберт II (570/571 – 595), син на Сигиберт I, крал на Бургундия (592 – 595)
    - 595 – 612: Теодеберт II (586 – 612), първи син на Хилдеберт II
    - 612 – 613: Теодорих II (587 – 613), втори син на Хилдеберт II, крал на Бургундия (595 – 613)
    - 613: Сигиберт II (602 – 613), син на Теодорих II, крал на Бургундия (613)

През 613 кралства Австразия е присъединено към Неустрия
- - Бургундия (561 – 592)
    - 561 – 592: Гунтрам (ок. 525 – 28.3.592), пети син на Хлотар I

През 592 кралство Бургунзия е присъединено към Австразия
- - Париж (561 – 567)
    - 561 – 567: Хариберт I (520 – ок. 567), четвърти син на Хлотар I

През 567 кралство Париж е присъединено към Неустрия
- - Неустрия (561 – 613)
    - 561 – 584: Хилперих I (ок. 539 – 584), шести син на Хлотар I
    - 584 – 613: Хлотар II (584 – 629), син на Хилперих I

През 613 Хлотар II обединява всички кралства на франките
- 613 – 629: Хлотар II (584 – 629), син на Хилперих I

След смъртта на Хлотар II през 629 синовете му отново разделят кралството, този път на три части: Неустрия и Бургундия, Аквитания и Австразия
- 629 – 631: Хариберт II (608 – 631), втори син на Хлотар II, крал на Аквитания
- 632 – 639: Дагоберт I (ок. 605 – 639), първи син на Хлотар II, крал на Аквитания, крал на Австразия (623 – 634), крал на Неустрия и Бургундия (629 – 639)

### Трето разделение (634 – 661)
- - Австразия
    - 634 – 656: Сигиберт III (630 – 656), първи син на Дагоберт I
    - 656 – 679: Дагоберт II (652 – 679), син на Сигиберт III

През 661 Австразия е присъединена към Неустрия
- - Неустрия и Бургундия
    - 639 –656: Хлодвиг II (634 – 656), втори син на Дагоберт I, крал на Австразия (656)
    - 657 – 673: Хлотар III (654 – 673), първи син на Хлодвиг II, крал на Австразия

През 661 Хлотар III обединява всички кралства на франките
- 661 – 673: Хлотар III (654 – 673), крал на Австразия, Неустрия и Бургундия
- 664 – 665; 675 – 691: Теодорих III (653 – 690/691), трети син на Хлодвиг II, крал на Неустрия, крал на Австразия (675 – 691)
- 673 – 675: Хилдерих II (652 – 675), втори син на Хлодвиг II, крал на Неустрия, крал на Австразия (656 – 675)
- 691 – 694: Хлодвиг III († 694), първи син на Теодорих III
- 695 – 711: Хилдеберт III (654 – 14.4.711), втори син на Теодорих III
- 711 – 715: Дагоберт III (699 – 715), син на Хилдеберт III
- 715 – 719: Хилперих II (ок. 672 – 13.2.721), син на Хилдерих II
- 716 – 719: Хлотар IV (685 – 719), трети син на Теодорих III, крал на Австразия
- 721 – 737: Теодорих IV (713 – 737), син на Дагоберт III
- 743 – 751: Хилдерих III († ок. 755), син на Хилперих II.[2]